# نهى عجاج
نهى بدر الدين عجاج مغنية سودانية.

## النشاة
من مواليد مدينة بحري، نشأت وترعرت بمدينة أمدرمان في أسرة فنية معروفة، فهي ابنة الموسيقار الراحل بدر الدين عجاج الذي ينحدر اصله الي الكنوز. أمها هي نوال المبارك عبد السلام من مواليد مدينة بحري وذات اصول مغربية، جدها من والدتها هو العمدة المبارك.
كان للنشأة في بيت موسيقي الأثر الكبير في تشكيل الشخصية الفنية لنهى، فكان أن بدأت الغناء بشكل غير رسمي في سن مبكرة عبر ترديد الأغاني (شرقي – لبناني- إنجليزي) المختلفة، إضافة لاعمال الوالد بصورة راتبة. إضافة الي تفتح اذنها علي الموسيقى في سن مبكرة حيث كانت تفضل الاستماع لـ (مصطفى سيد أحمد – صلاح بن البادية – محمد وردي – جورج وسوف- كاظم الساهر).

## البدايات والنشاط الفني
كانت الانطلاقة في مدينة الخرطوم عبر المشاركة في عدد من المنتديات الثقافية بصحبة والدها.أما البداية الرسمية فكانت عبر طرح أول البوماتها في العام 2010، حمل عنوان «بهاجر ليك»، وهو كاملا من ألحان والدها الموسيقار الراحل بدر الدين عجاج.
حيث كان أول ألبوم خاص لفنانة سودانية، وأعقب ذلك الانطلاقة الفردية وتكوين فرقة موسيقية خاصة بها. بعد ذلك أطلقت نهى عددا من الأعمال المصورة (فيديوكليب) ابتداء بـ لوحت (2010) والصاع (2011) وعدد من الأعمال الصوتية : ترانيم (2012)، كيف أنساك (2012)، صلاة عاشق (2013)، سفر (2014)، لقيمة عيش (2015)، المرسي (2017)، ناري (2019).
كما قدمت عدد من الأعمال الثنائية أبرزها كان أوبريت الحصار مع الفنان السويدي Ali alsharp والفنان سيف الجامعة (2016).
التقت وتعاونت في مسيرتها مع العديد من الفرق والموسيقين ابرزهم:
- يوسف الموصلي
- فرقة عقد الجلاد
- فرقة نادي الخرطوم جنوب
- فرقة كلية الموسيقي والدراما
- فرقة مصطفي سيد احمد
- أصوات المدينة

وتعاونت أيضا مع العديد من الشعراء والملحنين ابرزهم:
- محمد الحسن سالم حميد
- عبد القادر الكتيابي
- مدني النخلي
- محمد مريخة
- محمد يوسف موسي
- علاء الدين سنهوري
- فيصل عبد الحليم
- بدرالدين يوسف
- الامين عبد الله حامد
- أصوات المدينة

## الأنشطة والمشاركات
شاركت في العديد من الفعاليات والمهرجانات والجولات داخل وخارج السودان على سبيل المثال لا الحصر: حفلات المملكة المتحدة (2011) في مدن بيرمنغهام، مانشستر، أوكسفورد. وجولات دعم السلام (2012) بمصاحبة النور الجيلاني وعبد الرحمن عبد الله. وحفلات مصر (2013) في مدن القاهرة والاسكندرية، ومهرجان الثقافة ببورتسودان (2014)، وحفلات المملكة المتحدة (2019) في مدن بيرمنغهام، سكوت اند ترنت، دربي، ولفرهامبتن.

## الألبوم الأول بهاجر ليك
هو الالبوم الغنائي الأول حيث طرح في العام 2010 واحتوى علي ستة أعمال خاصة جميعها من ألحان الموسيقار الراحل بدرالدين عجاج وهي (بهاجر ليك – لوحت – استامنتك – مسافر ليه – بين عيونك والهوي – موجة النسيان).

## الجوائز والتكريم
من خلال مسيرتها اضحت هي أول فنانة سودانية تطرح البوم اغاني خاصة بالكامل.